# Práporshchik
Práporshchik (en ruso: пра́порщик, del eslavo eclesiástico пра́поръ: "estandarte, pendón") es un rango militar de las fuerzas armadas u otras milicias (como la policía) de algunos estados.

## En la Rusia imperial

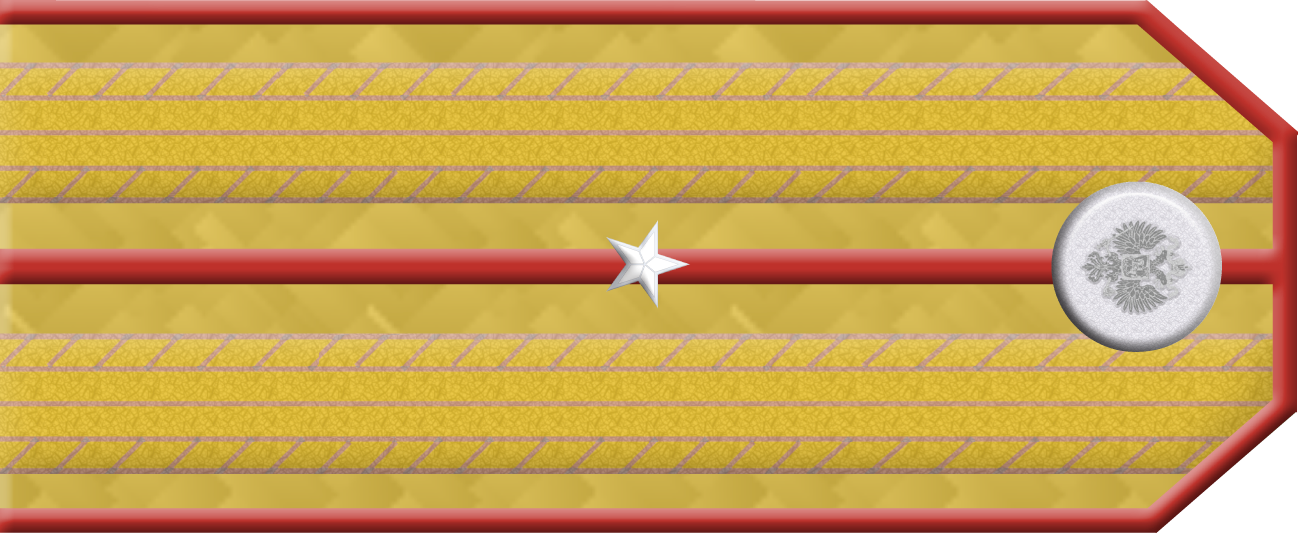
Galón de práporshchik en el Ejército Imperial Ruso.

El rango fue introducido en 1649 por ukaz del zar Alejo I en el ejército del Imperio ruso, refiriéndose así a los portaestandartes. Fue introducido inicialmente en los Regimientos de Nuevo Tipo de streltsí. Pedro I el Grande, al establecer el ejército regular en el Imperio, situó el rango de práporshchik como el de menor grado entre los oficiales de la infantería y la caballería, como se registró en la tabla de rangos del Imperio ruso de 1722. Anteriormente a 1730, el rango equivalente se denominaba generalmente féndrik, del alemán Fähnrich, derivado igualmente de la palabra fahne, "bandera, estandarte". En 1811 el título se introdujo en los regimientos de artillería. En 1884 se decidió que el título de práporshchik se empleara solamente en tiempo de guerra. El rango fue abolido en el Ejército Rojo de Obreros y Campesinos de la República Socialista Federativa Soviética de Rusia por los bolcheviques y sobrevivió en el Ejército Blanco hasta su disolución en 1921.

## En la Unión Soviética

Galón de práporshchik del Ejército Soviético.

Galón de práporshik la Fuerza Aérea Soviética.

En el Ejército Soviético de la Unión Soviética se reintrodujo el rango de práporshchik en las fuerzas terrestres y el de michman en la armada como oficiales subalternos desde el 1 de enero de 1972 por decreto del Presidium del Sóviet Supremo de la Unión Soviética del 18 de noviembre de 1971. Para acceder a este puesto, cuya obligación con el ejército era contractual, por un periodo de cinco o diez años, prorrogables en periodos de tres años, debían superarse los estudios pertinentes en las escuelas de práporshchik y michman del Ministerio de Educación de la Unión Soviética. Servían tanto en tareas administrativas de retaguardia como en la acción directamente, como parte de la tripulación de vehículos de combate. Al contrario que los starshiná o los sargentos, que solían ser jóvenes, los práporshchik y michman eran veteranos que acumulaban experiencia en su rango sin progresión. En 1981, se creó el rango de starshi práporshchik, que recibe unos galones distintivos por su veteranía en el servicio como práporshchik o michman.

## En la Federación de Rusia
Los práporshchik han pervivido en el escalafón de los ejércitos de las repúblicas exsoviéticas. Sin embargo, tras la reforma de la defensa rusa de 2008-2011, se han eliminado los rangos de práporshchik y michman de las Fuerzas Armadas de Rusia, aunque se mantienen en lo que respecta al Ministerio del Interior de Rusia, el Servicio Federal de Seguridad o el Ministerio de Situaciones de Emergencia de Rusia, entre otras.

## Analogías
Tiene similitudes al rango de alférez de los escalafones de algunos países o en el caso concreto de los países eslavos chorąży (polaco) o jorunzhi (ruso, ucraniano). En los países de idioma inglés, es similar al warrant officer o asistente y los de lengua francesa lo es al de aspirant. En los países de lengua alemana es análogo al feldwebel (el mayor de los rangos de suboficiales), o al fähnrich (por lo general un candidato a oficial, en la Bundeswehr). En el Ejército Popular Nacional  y en la Volksmarine de la República Democrática Alemana se instituyó una Academia Militar de Fähnrich, creándose los grados de oberfähnrich, stabsfähnrich y stabsoberfähnrich.

## Galones

### Práporshchikymichmanen las Fuerzas Armadas de Rusia

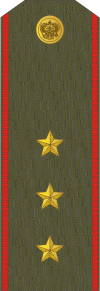
Starshi práporshchik
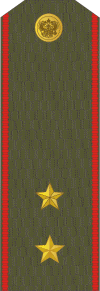
Práporshchik
Starshi práporshchik (uniforme de campo)
Práporshchik (uniforme de campo)

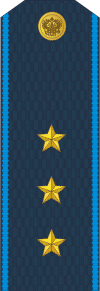
Starshi práporshchik de la Fuerza Aérea de Rusia
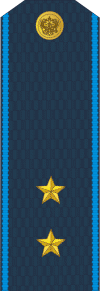
Práporshchik de la Fuerza Aérea de Rusia
Starshi michman de la Armada de Rusia
Michman de la Armada de Rusia

### Fähnrichdel Ejército Popular Nacional de la República Democrática Alemana

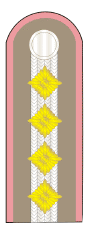
Stabsoberfähnrich (Ejército Popular Nacional y Tropas de Frontera)
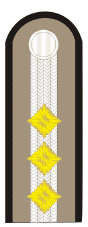
Stabsfähnrich (Ejército Popular Nacional y Tropas de Frontera)
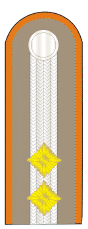
Oberfähnrich (Ejército Popular Nacional y Tropas de Frontera)
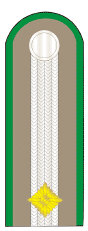
Fähnrich (Ejército Popular Nacional y Tropas de Frontera)
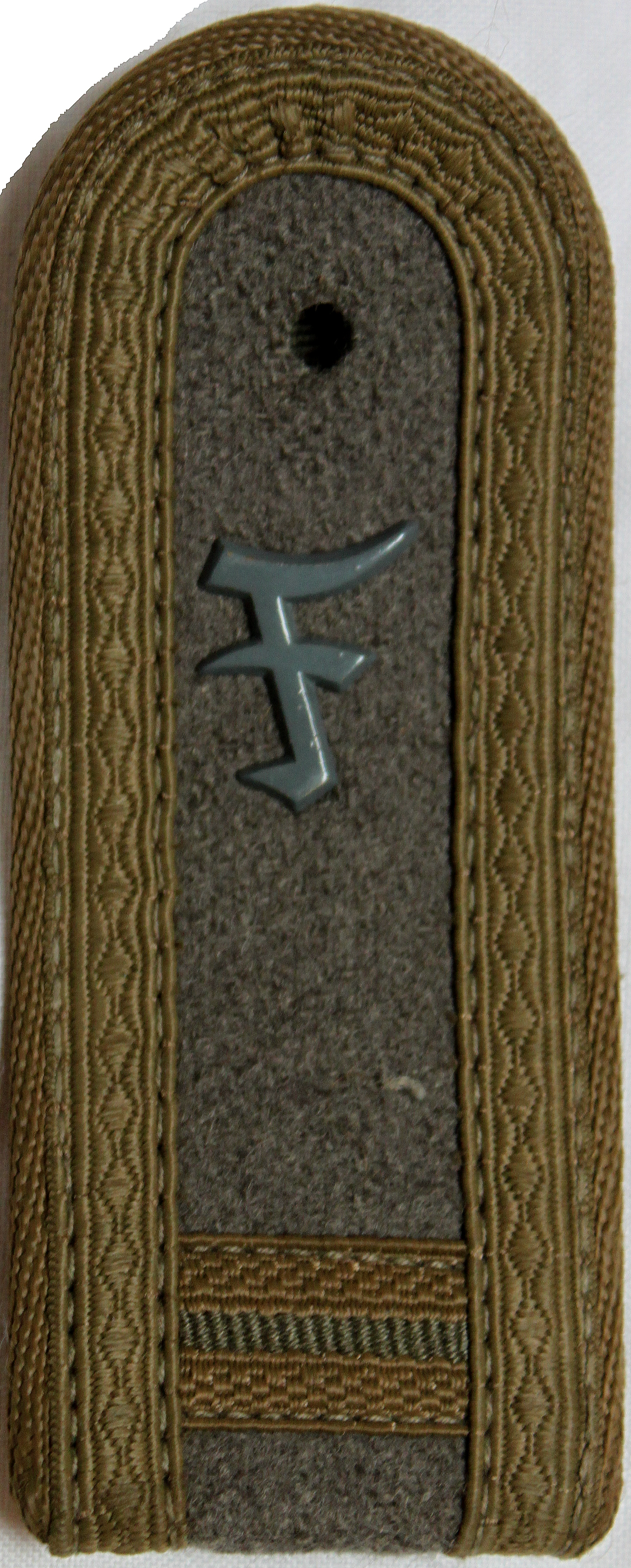
Cadete en segundo año de academia de Fähnrich (Ejército Popular Nacional y Tropas de Frontera)

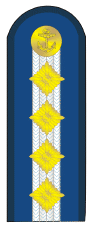
Stabsoberfähnrich (Volksmarine)
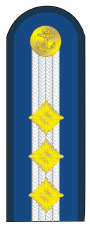
Stabsfähnrich (Volksmarine)
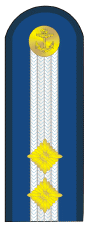
Oberfähnrich (Volksmarine)
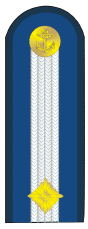
Fähnrich (Volksmarine)
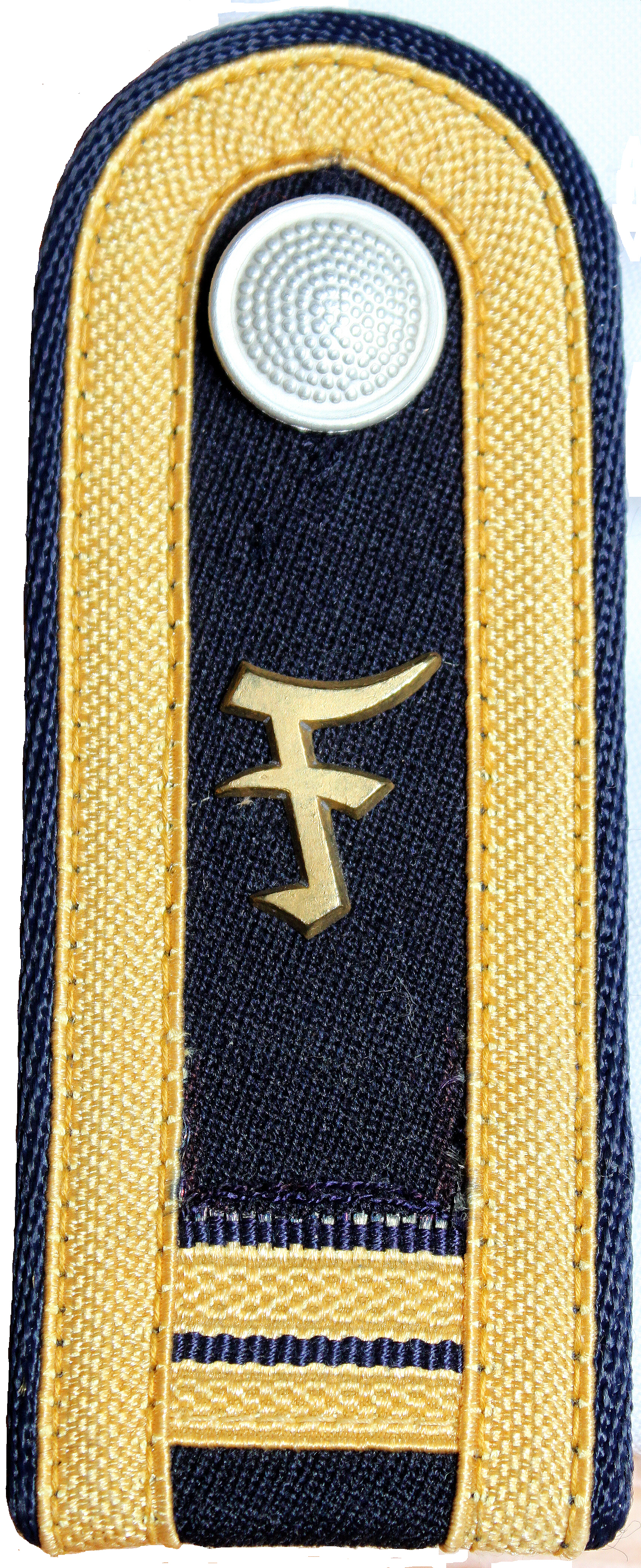
Cadete en segundo año de academia de Fähnrich (Volksmarine)